# Roshika Deo
Roshika Deo és una política i activista social de les Fiji, que treballa pels drets de les dones i contra la violència que pateixen, guardonada amb el premi Internacional Dona Coratge el 2014.
El 2013 va crear el moviment Be The Change, com a part de la seva campanya política en presentar-se a les eleccions legislatives de Fiji de l'any 2014, com a candidata independent. Mitjançant d'aquest moviment, recolza el feminisme, les persones LGBTI, els discapacitats, els drets humans i el medi ambient, i té com a finalitat portar un canvi social, polític, econòmic i cultural a la República.